# Cambridge (Ontario)
Cambridge – miasto (ang. city) w Kanadzie, w prowincji Ontario, w regionie Waterloo.
Miasto zostało utworzone w 1973 r. poprzez połączenie sąsiadujących miast Galt, Preston oraz Hespeler.
Powierzchnia Cambridge to 112,82 km². Według danych spisu powszechnego z roku 2001 Cambridge liczy 110 372 mieszkańców (978,30 os./km²). Mieszka tu znacząca liczba osób pochodzenia portugalskiego.
Cambridge jest centrum przemysłowym. Między innymi znajdują się tu fabryki Toyoty (otwarta w 1988 r. jako druga w Ameryce Północnej) oraz Frito-Lay. Rozwinął się przemysł metalowy, włókienniczy, elektroniczny, maszynowy, lotniczy, obuwniczy oraz chemiczny.
Przez miasto przepływa rzeka Grand.